# Obrana jazyka českého
Za první obranu jazyka slovanského bývá v učebnicích uváděn barokní spis, jehož autorem je Bohuslav Balbín (Dissertatio apologetica pro lingua Slavonica, praecipue Bohemica = Rozprava na obranu jazyka slovanského, zvláště pak českého). Tento spis však poprvé vydal tiskem až roku 1775 Františk Martin Pelcl. Brzy byla zakázána cenzurou, zabavena a mohla se prodávat až o půl roku později. Stala se však vzorem dalších německy a později i česky psaných obran českého jazyka v době národního obrození.
Ve skutečnosti se však texty, které je možno považovat za obrany češtiny, často neoddělitelné od chvál, objevují už na konci 15. století, vesměs se však rozvíjejí během století následujícího v prostředí české větve humanismu, kdy se důkaz dostatečnosti češtiny i ve srovnání s klasickými jazyky stal programem. Ačkoliv tyto texty nejsou celistvými obranami, obranný prvek v nich bývá velmi silný. Lze sem zařadit i slavné předmluvy ke knihám od Viktorina Kornela ze Všehrd (1495), Mikuláše Konáče (1507), Václava Píseckého (1511), Jana Blahoslava (1571) či Daniela Adama z Veleslavína (1598).
V 17. století se se zvyšujícím tlakem němčiny zesiluje obranný tón. Obrození se rádo odvolávalo na dotčený dopis Karla Staršího ze Žerotína z r. 1610, kde vytýká olomoucké městské radě, že mu napsala proti všem zvyklostem v němčině a hrozí jí, že jí napříště nehodlá odpovídat, nebude-li mu psát česky. Zcela bezprecendtní je pak jazykový zákon z r. 1615 a Okřik Pavla Stránského ze Zap z r. 1618, který je rozsáhlou, podrobnou a agresivní obranou již skutečně žánrově zralou, a to dávno před Balbínem. Obšírně se této tematice věnuje Ondřej Koupil v knize Grammatykáři. Gramatografická a kulturní reflexe češtiny 1533-1672 (Praha: Karolinum 2007).
V době baroka se z jazykové obrany stává celý žánr. Například i předmluva ke gramatice Václava Jana Rosy Čechořečnost (1672) obsahuje apologetickou část, v roce 1714 píše J. F. J. Ryvola ve stejném duchu předmluvu k puristickému slovníčku Slovář český, obsáhlou jazykovou a národní obranu najdeme v anonymní Zemi dobré, zemi české (1754). Obranný ráz mají statě v Poselkyni starých příběhův českých (Jan František Beckovský, 1700), dokonce i homiletická literatura se touto tematickou v předmluvách zabývá (Daniel Nitsch, Berla královská, 1709; Ondřej František Jakub de Waldt, Chvála jazyka českého, 1729)
Na začátku národního obrození se mezi obrozenci objevila skupina tzv. oprávců češtiny (či obránců českého jazyka a literatury), kteří vydávali spisy, v nichž shromažďovali argumenty ve prospěch českého jazyka hlavně proti němčině a snažili se povzbuzovat národní uvědomění. Zpravidla bohatě čerpali z obranných spisů minulosti, téměř s železnou pravidelností odkazovali na Husa, autory doby veleslavínské, zejména pak na jazykový zákon z r. 1615, na nově vydaného Balbína, ale i na právě stále platnou literu Obnoveného zřízení zemského (1627), kde byla němčina nově zrovnoprávněna s češtinou, ani pouhá rovnoprávnost obou jazyků nebyla přitom na konci 18. století v praxi uplatňována.
Nejvýznamnější obranou z doby národního obrození je patrně dílo Karla Ignáce Tháma Obrana jazyka českého proti zlobivým jeho utrhačům (1783). Jednalo se o výrazný projev nacionalismu. Obracela se zejména proti šlechtě, a to proto, že zanedbává práva svatováclavského jazyka a nedostatečně podporuje národní zájmy.
V této době bylo podobných obran napsána řada. Povětšinou zvlášť vyzdvihovaly vlastnosti češtiny, její příbuznost s ostatními slovanskými jazyky, a též navrhovaly prostředky a cesty, jak mateřštinu zvelebovat. Psali je představitelé šlechty, vzdělanci a vlastenečtí měšťané, mezi nimi František Josef Kinský, vojenský pedagog Jan Alois Hanke z Hankenštejna, olomoucký pedagog Jan Rulík a František Jan Tomsa, který ji dokonce poprvé publikoval německy.